# Lena Katina
Lena Katina, właśc. Jelena Siergiejewna Katina (ros. Елена Сергеевна Катина; ur. 4 października 1984 w Moskwie) – rosyjska piosenkarka wykonująca muzykę z pogranicza popu i rocka, autorka tekstów, wokalistka duetu t.A.T.u. (razem z Julią Wołkową).
W 2012, po rozpadzie t.A.T.u. założyła własną wytwórnię muzyczną Katina Music Inc., stając się tym samym muzykiem niezależnym.

## Młodość
Urodziła się 4 października 1984 w Moskwie. Jest córką Siergieja Wasiljewicza Katina, rosyjskiego autora słów do piosenek, i jego żony Iniessy Wsiewołodowny Katiny. Jej rodzice rozwiedli się. Ma przyrodnie rodzeństwo: siostrę Katię z nowego związku matki, i brata z nowego związku ojca.
W dzieciństwie uprawiała gimnastykę artystyczną, taniec, łyżwiarstwo figurowe, pływanie i kolarstwo. Uczęszczała do dwóch placówek w Moskwie: szkoły publicznej nr 457 w latach 1991–2001 i szkoły muzycznej w latach 1992–1999, gdzie uczyła się gry na fortepianie. Mówi w języku rosyjskim i angielskim. Gra na fortepianie.

## Kariera muzyczna

### Duet w t.A.T.u.
W latach 1994–1997 stawiała pierwsze muzyczne kroki w dziecięcym zespole popowym Avenue. Po odejściu z grupy grała w zespole Nieposiedy, w którym poznała Julię Wołkową. W 1999 obie zostały wokalistkami zespołu t.A.T.u., którego twórcą był Iwan Szapowałow. Współfinansował go Boris Renski. 21 maja 2001 wokalistki wydały pierwszy album studyjny pt. 200 po wstriecznoj. Album promowały między innymi singlami „Ja soszła s uma” i „Nas nie dogoniat”, które stały się międzynarodowymi przebojami. Wideoklip do „Ja soszła s uma” wywołał duże kontrowersje w Rosji, za sprawą homoseksualnego wydźwięku. Sam album był najlepiej sprzedającą się płytą w Rosji. Szacuje się, że posiada go milion nabywców zgodnie z oficjalnymi certyfikatami sprzedaży. Trzecim singlem promującym album został utwór „30 minut”. Między majem a grudniem odbyły pierwszą wspólną trasę koncertową – 200 po wstriecznoj Tour.
Na początku 2002 podpisały umowę z międzynarodową wytwórnią płytową Interscope, podległą Universal Music Group, dzięki czemu nagrały anglojęzyczną wersję debiutanckiej płyty, którą wydały 17 września 2002 jako 200 km/h in the Wrong Lane, wydały 17 września 2002. Album zyskał przychylne opinie krytyków. Został rozpowszechniony w 5 mln kopii; zgodnie z oficjalnymi certyfikatami, sprzedał się w nakładzie ponad 1 mln egzemplarzy w Europie, 500 tys. w Stanach Zjednoczonych i 2 mln w Japonii. Wydawnictwo promowane było m.in. przez singiel „All the Things She Said”, będący anglojęzyczną wersją utworu „Ja soszła s uma”. Pozostałymi singlami z płyty zostały utwory „Not Gonna Get Us”, „Show Me Love”, „30 Minutes” i „How Soon Is Now?”, będący coverem piosenki z repertuaru zespołu The Smiths. Dzięki zdobytej popularności poza granicami Rosji, wystąpiły na scenach cieszących się renomą goszczenia artystów o międzynarodowej sławie – Tokyo Dome i Wembley Arenie. Zrealizował również trasy koncertowe w Europie, Ameryce Łacińskiej i Azji.

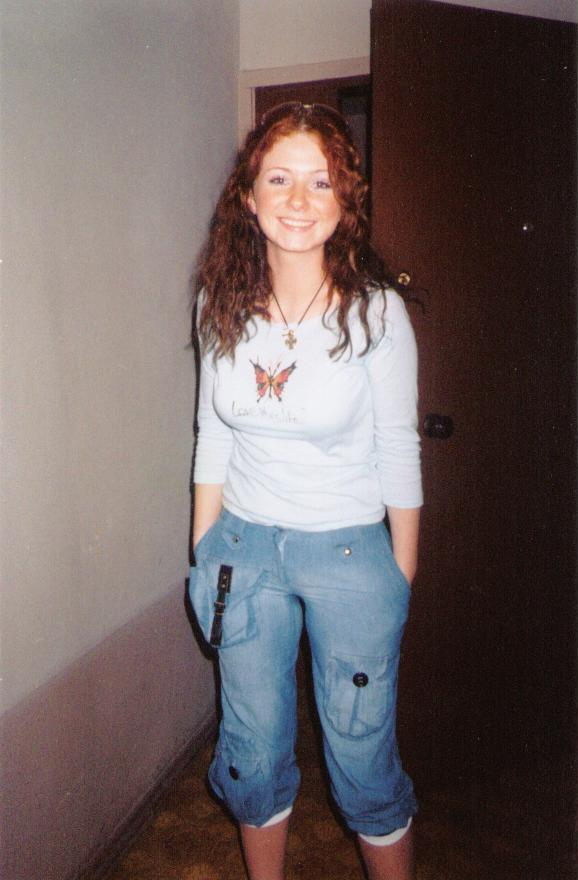
Lena Katina, 2003

W marcu 2003 zostały wybrane wewnętrznie przez rosyjskiego nadawcę publicznego (Pierwyj kanał) na reprezentantki Rosji w 48. Konkursie Piosenki Eurowizji organizowanym w Rydze. Ich konkursowym utworem został singiel „Nie wier´, nie bojsia” autorstwa Marsa Łazara, Iwana Szapowałowa i Walerija Polijenki. Podczas tygodnia poprzedzającego koncert finałowy wzbudzały kontrowersje skandalicznym zachowaniem; w tym nie przestrzegały harmonogramu prób i przerywały występy, m.in. podczas próby technicznej. Organizatorzy zapowiedzieli, że jeżeli podczas występu na żywo dopuszczą się kontrowersyjnych zachowań (np. homoseksualnego pocałunku), ich prezentacja zostanie zastąpiona zapisem z próby generalnej. Podczas nagrywania próby na scenie wystąpiła jednak tylko Katina, ponieważ Wołkowa została przewieziona do szpitala z powodu problemów z gardłem. Wołkową zastąpiła wówczas estońska wokalistka Katja Netajeva. Podczas drugiej próby generalnej ich występ spotkał się z pozytywnym odbiorem przez dziennikarzy, a one same nie wzbudzały kontrowersji na scenie. Chociaż były faworytkami bukmacherów do wygrania konkursu, zajęły trzecie miejsce w finale. Wyniki spotkały się z krytyką ze strony rosyjskiej telewizji. Sześć lat po finale Katina wyznała w jednym z wywiadów, że Pierwyj kanał rzekomo otrzymał od łotewskiego nadawcy ofertę kupna pierwszego miejsca.
Pod koniec września 2003 wydały debiutancki album kompilacyjny pt. Remixes, a w listopadzie – pierwszy album koncertowy pt. Screaming for More. 12 grudnia w rosyjskiej telewizji transmitowany był specjalny program poświęcony historii zespołu pt. Anatomy of t. A. T. u., podczas którego przyznały się do bycia heteroseksualistkami. Pod koniec roku przedstawiciel wytwórni Neformat poinformował media o planach zebrania petycji popierających udział wokalistek w wyborach prezydenckich. Na początku 2004 rozwiązały umowę z Szapowałowem oraz jego wytwórnią Neformat, a w 2004 zawiesiły współpracę z powodu ciąży Wołkowej.

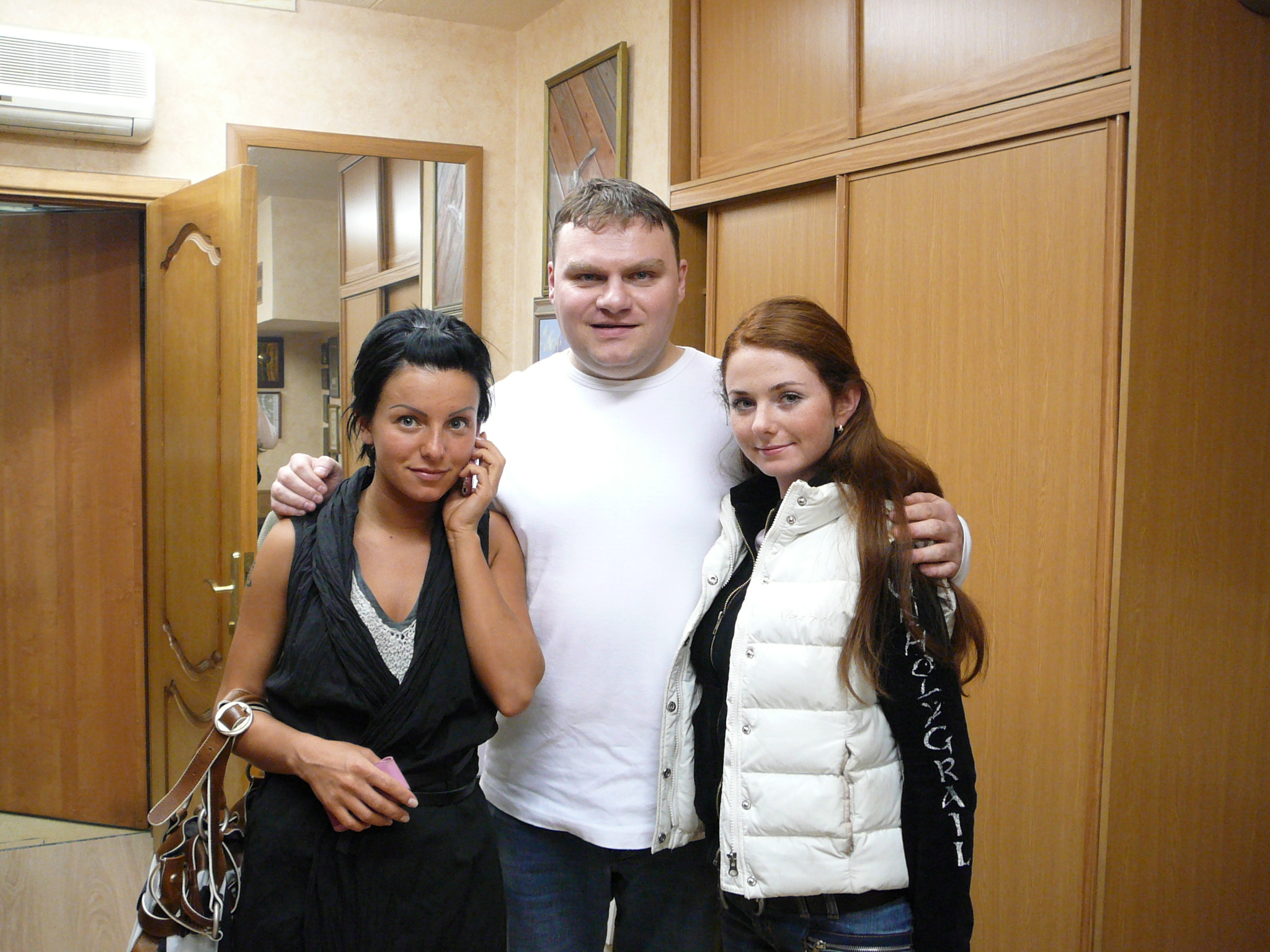
t.A.T.u. w Echo of Moscow Radio, 2008

4 lipca 2004 Katina wyjechała z Wołkową do Londynu, gdzie rozpoczęły nagrywanie materiału na nowy album studyjny wraz z nowym menedżerem, Sergiejem Gałojanem. 11 października 2005 wydały album zatytułowany Dangerous and Moving. Rosyjska wersja albumu (pt. Ludi inwalidy) została wydana dwa tygodnie później. Pierwszym singlem promującym ich angielską wersję płyty był „All About Us”. Rosyjską wersję promował – „Ludi inwalidy”. Drugim singlem promującym anglojęzyczne wydawnictwo został utwór „Friend or Foe”, w którym partie basowe nagrał Sting.
W sierpniu 2006 poinformowały o odejściu z wytwórni Universal/Interscope z powodu różnicy zdań w sprawie wyboru poszczególnych utworów na single. Niedługo później założyli własną wytwórnię – T.A. Music.
21 października 2008 wydały album studyjny pt. Happy Smiles w serwisie iTunes, zaś 15 grudnia 2009 tamże, jej anglojęzyczna wersja – Waste Management.
21 marca 2009 podjęły decyzję o zawieszeniu działalności.

### Kariera solowa

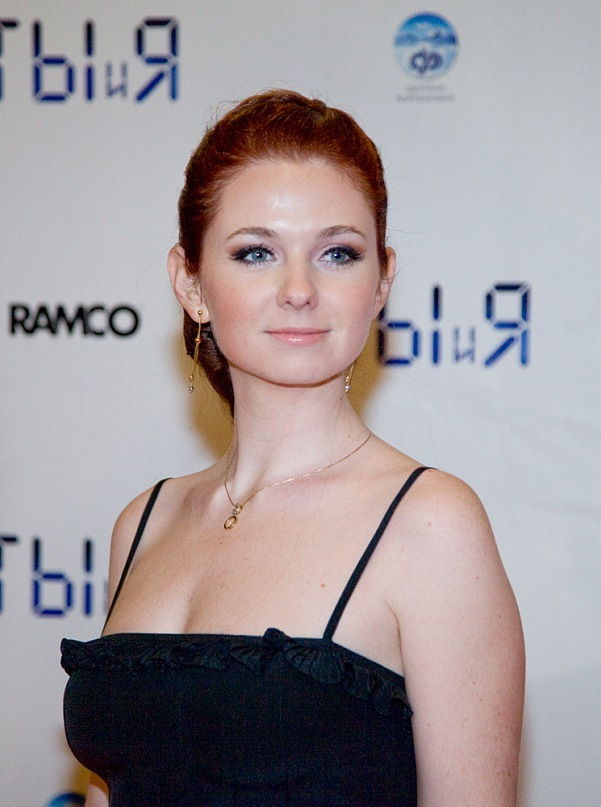
Lena Katina, 2011

Po zakończeniu działalności zespołu Katina przeprowadziła się do Los Angeles. 30 maja 2010 zagrała pierwszy solowy koncert w klubie nocnym „Troubadour”. W czerwcu zaprezentowała pierwszy, solowy singiel, „Lost in this Dance”. W lutym 2011 miała zagrać koncert na stadionie Cotton Bowl, jednak został on odwołany z powodu słabej sprzedaży biletów. 4 sierpnia 2011 wydała singiel „Never Forget”. 7 stycznia 2012 meksykański zespół Belanova opublikował w serwisie YouTube teledysk do utworu „Tic-Toc” nagranego w duecie z Katiną, który znalazł się na ich albumie Sueño Electro II.
24 września 2013 wydała singiel „Lift Me Up”, a 7 października 2014 udostępniła w sklepach cyfrowych następny – „Who I Am”. 18 listopada 2014 wydała debiutancki, solowy album studyjny pt. This Is Who I Am. Na czwarty, ostatni singiel z płyty wybrała „An Invitation”, który ukazał się równocześnie z premierą płyty. 1 lipca 2016 wydała hiszpańskojęzyczną wersję albumu, zatytułowaną Esta soy yo, którą promował odpowiednik singla „Lift Me Up” w tym języku – „Levántame”, dostępny w sprzedaży cyfrowej od 24 września 2013.
31 maja 2017 powiadomiła, że pracuje nad teledyskiem do nowego singla, który ma się ukazać w języku angielskim i rosyjskim. 22 października zaprezentowała premierowo singiel „Silent Hills” nagrany w duecie z Jus Gratą, w jednej ze stacji radiowych o największym zasięgu w Rosji – Love Radiu. 14 listopada zaprezentowała koncertowe DVD pt. Live in Rome. 25 grudnia opublikowała piosenkę „Here I Go Again”, którą nagrała w duecie z Daddy’m Mercurym.
25 stycznia 2018 otrzymała chilijską nagrodę od organizacji wsparcia ruchu LGBT, Movilh. 20 lutego udzieliła obszernego wywiadu dla stacji radiowej Capital FM. 26 lutego gościła w Love Radiu, a podczas audycji zaśpiewała premierowo utwór „Krasawcy”. 28 lutego za pośrednictwem meksykańskiego ogólnodostępnego radia ExaFm zaprezentowała singiel „Here I Go Again”, który trzy dni później został puszczony w Love Radiu. 2 marca udzieliła rozgłośni wywiadu o koncercie z premierowymi utworami w Moskwie. 3 marca 2018 zagrała specjalny koncert wraz z zespołem w Moskwie, na którym zaśpiewała utwory z nadchodzącej, trzeciej solowej płyty, a także wykonała utwory z debiutanckiego solowego albumu i kilka z twórczości t.A.T.u. Album pierwotnie miał ukazać się wiosną tegoż roku. 4 marca wydała zapowiedziany singiel w języku rosyjskim – „Posle nas”, który ukazał się w ogólnej sprzedaży w iTunes, a także w serwisie streamingowym Spotify. 3 sierpnia zaprezentowała singiel „Kosy”, zaś 12 września następny – „McDonald’s”. 27 listopada wzięła udział w nagraniu programu Segodnija vecherom wraz z Michaiłem Bojarskim na kanale Pierwyj kanał, zaś 4 grudnia w noworocznym wydaniu show komediowego Ural Pelmeni na STS. W grudniu poinformowała o dołączeniu do akcji „Gwiazdy sportów studenckich” organizowanej przez Halę Sportową Łużniki. 10 grudnia opublikowała skróconą wersję teledysku do „Kosy”. 14 grudnia miał swoją premierę piąty singiel artystki z zapowiadanej płyty – „Kurish”, zaś 12 kwietnia 2019 szósty – „Star Trek”.

## Działalność pozamuzyczna
Zagrała w filmie You & I (2010).
We wrześniu 2012 udała się do Sankt Petersburga, aby wesprzeć międzynarodowy festiwal Queerfest. Na temat osób o innej orientacji wypowiedziała się pozytywnie i zadeklarowała chęć ich wsparcia. We wrześniu 2014 Wołkowa wyraziła wysoce homofobiczne opinie na temat społeczności LGBT, w tym szczególnie o mężczyznach nieheteroseksualnych. Katina zapytana o swoje zdanie na ten temat, odpowiedziała w poście na oficjalnym profilu na Facebooku, nieprzychylnymi stwierdzeniami do stanowiska Wołkowej.

## Życie prywatne
W sierpniu 2013 wyszła za słoweńskiego muzyka rockowego Sashę Kuzmanovicia, którego poznała w 2003 podczas gali American Music Award. Mają syna Aleksandra (ur. 22 maja 2015 w Moskwie). W 2019 para się rozwiodła. W 2022 poślubiła milionera Dmitrija Spiridonowa Mają syna, Demiana (ur. 11 lipca 2023).

## Inspiracje muzyczne
Za źródło inspiracji podaje zespoły rockowe, takie jak Pink Floyd, Queen, The Beatles czy Led Zeppelin.

## Dyskografia
Albumy studyjne
| Tytuł            | Dane dot. albumu                                                                      |
| ---------------- | ------------------------------------------------------------------------------------- |
| This Is Who I Am | - Data: 18 listopada 2014 - Wydawca: Katina Music Inc. - Format: CD, Digital download |
| Esta soy yo      | - Data: 1 lipca 2016 - Wydawca: Katina Music Inc. - Format: CD, Digital download      |
| Mono             | - Data: 26 lipca 2019 - Wydawca: Katina Music Inc. - Format: CD, Digital download     |

Albumy akustyczne
| Tytuł                 | Dane dot. albumu                                                           |
| --------------------- | -------------------------------------------------------------------------- |
| RAWsession – 07.14.11 | - Data: 16 marca 2012 - Wydawca: wydanie własne - Format: Digital download |

Albumy koncertowe
| Tytuł                          | Dane dot. albumu                                                                  |
| ------------------------------ | --------------------------------------------------------------------------------- |
| European Fan Weekend 2013 Live | - Data: 17 marca 2014 - Wydawca: Katina Music Inc. - Format: CD, Digital Download |
| Live in Rome                   | - Data: 13 listopada 2017 - Wydawca: Maqueta Records - Format: DVD                |

Single
| Rok  | Tytuł           | Album            |
| ---- | --------------- | ---------------- |
| 2011 | „Never Forget”  | This Is Who I Am |
| 2013 | „Lift Me Up”    | This Is Who I Am |
| 2013 | „Levántame”     | Esta soy yo      |
| 2014 | „Who I Am”      | This Is Who I Am |
| 2014 | „An Invitation” | This Is Who I Am |
| 2017 | „Silent Hills”  |                  |
| 2018 | „Posle Nas”     | Mono             |
| 2018 | „Kosy”          | Mono             |
| 2018 | „McDonald’s”    | Mono             |
| 2018 | „Kurish”        | Mono             |
| 2019 | „Star Trek”     | Mono             |
| 2019 | „Mono”          | Mono             |
| 2019 | „Nikogda”       |                  |

Promo single
| Rok  | Tytuł                                  | Album            |
| ---- | -------------------------------------- | ---------------- |
| 2010 | „Lost In This Dance (Pridefest Mix)”   |                  |
| 2011 | „Keep On Breathing”                    |                  |
| 2014 | „Fed Up”                               | This Is Who I Am |
| 2014 | „Just A Day”                           | This Is Who I Am |
| 2016 | „No Voy a Olvidarte (Maragakis Remix)” | Esta soy yo      |

Gościnnie w singlach
| Rok  | Tytuł             | Album            |
| ---- | ----------------- | ---------------- |
| 2011 | „Tic-Toc”         | Sueño Electro II |
| 2017 | „Here I Go Again” |                  |

Albumy i mini-albumy
| Tytuł                                                                     | Rok  | Uwagi                                                 | Źródło  |
| ------------------------------------------------------------------------- | ---- | ----------------------------------------------------- | ------- |
| Abandon All Ships – Geeving                                               | 2010 | gościnnie śpiew w utworze „Guardian Angel”            | [ 120 ] |
| Clark Owen – Melody                                                       | 2012 | gościnnie śpiew w utworze „Melody”                    | [ 121 ] |
| T-Killah – Boom                                                           | 2013 | gościnnie śpiew w utworze „Shot” / „Ya Budu Rjiadom”  | [ 122 ] |
| Sergio Galoyan – Paradise – EP                                            | 2013 | gościnnie śpiew w utworze „Paradise”                  | [ 123 ] |
| Orbit Monkey – It’s Christmas Time – EP                                   | 2013 | gościnnie śpiew w utworze „It’s Christmas Time”       | [ 124 ] |
| 7B – Fan                                                                  | 2013 | gościnnie śpiew w utworze „Chto ne khvatayet”         | [ 125 ] |
| Re:boot – Century                                                         | 2014 | gościnnie śpiew w utworze „Century”                   | [ 126 ] |
| Julija Wołkowa & Legalize feat. Mike Tompkins – Lubow w każdom mgnowienii | 2014 | gościnnie śpiew w utworze „Lubow w każdom mgnowienii” | [ 127 ] |
| Podniebiesnaja – niezrealizowany materiał                                 | 2014 | gościnnie śpiew w utworze „Nowajia lubow”             | [ 128 ] |
| Noemi Smorra – Trasparente – EP / This Is Who I Am                        | 2015 | gościnnie śpiew w utworze „Golden Leaves”             | [ 129 ] |
| Vintazh – Live 1.0                                                        | 2015 | gościnnie śpiew w utworze „Dewochki-lunatiki (Live)”  | [ 130 ] |

Jako autorka tekstów
| Tytuł                        | Rok  | Uwagi                        | Źródło  |
| ---------------------------- | ---- | ---------------------------- | ------- |
| Anna Tsuchiya – Lucifer – EP | 2014 | gościnnie tekst do „Lucifer” | [ 131 ] |